# 유원 (신야절의장공주)
신야절의장공주 유원(新野節義長公主 劉元, ? ~ 22년)은 중국 신나라 때 사람으로, 후한 광무제와 유연 형제의 작은누나며 후한의 개국공신 등신의 아내다.
동생 유연이 신나라에 맞서 거병했다가 전수대부 진부·속정 양구사(梁丘賜)와 소장안취(小長安聚)에서 싸워 대패했을 때 광무제가 단기로 달아나다 누이동생 백희를 구조해 함께 달아나다 만났다. 광무제가 말에 타라고 하자, 자신까지 구할 수는 없으니 같이 죽지 말고 가라고 했다. 마침 추격병이 와서 세 딸과 함께 살해당했다. 이 싸움에서 다른 동생 유중도 적군에 살해됐다.
광무제가 황제가 되자, 신야절의장공주(新野節義長公主)의 시호를 받아 현 서쪽에 묘(廟)를 세웠고, 큰아들 등범(鄧汎)이 오방후에 봉해져 어머니의 제사를 맡았다. 건무 25년(49년)에 등신이 죽자 유원의 혼을 불러서 북망에 합장했다.